# Fluorid curitý
Fluorid curitý je anorganická sloučenina s chemickým vzorcem CmF3.

## Příprava
Hydrát fluoridu curitého lze připravit reakcí vodného roztoku curia s ionty fluoru ve slabě kyselém prostředí:
Cm3+ (aq) + 3 F− (aq) → CmF3 (s)↓
Další možností je reakce hydroxidu curitého s kyselinou fluorovodíkovou, čímž také vzniká hydrát.
Bezvodou sůl lze pak získat vysoušením v exsikátoru s oxidem fosforečným nebo sušením horkým plynným fluorovodíkem.

## Vlastnosti
Fluorid curitý je bezbarvá pevná látka s teplotou tání přibližně 1406 °C, která je téměř nerozpustná ve vodě. Krystalizuje stejně jako fluorid lanthanitý v klencové soustavě s hranami mřížky a = 699,9 pm a c = 717,9 pm. Fluorid curitý je radioaktivní.

## Využití
Fluorid curitý lze redukovat na curium kovovým baryem. Reakce musí probíhat bez přístupu vody a kyslíku v reakční aparatuře z tantalu a wolframu.
2 CmF3 + 3 Ba → 2 Cm + 3 BaF2